# Џент Џо (Арканзас)
Џент Џо (енгл. St. Joe) град је у америчкој савезној држави Арканзас.

## Демографија
По попису из 2010. године број становника је 132, што је 47 (55,3%) становника више него 2000. године.
| Група             | 2000.      | 2010.       |
| Белци             | 79 (92,9%) | 117 (88,6%) |
| Афроамериканци    | 0 (0,0%)   | 0 (0,0%)    |
| Азијати           | 0 (0,0%)   | 0 (0,0%)    |
| Хиспаноамериканци | 0 (0,0%)   | 6 (4,5%)    |
| Укупно            | 85         | 132         |